# Общественный совет при Министерстве обороны Российской Федерации
Общественный совет при Министерстве обороны Российской Федерации — общественный орган при Министерстве обороны Российской Федерации, созданный в 2006 году.

## История

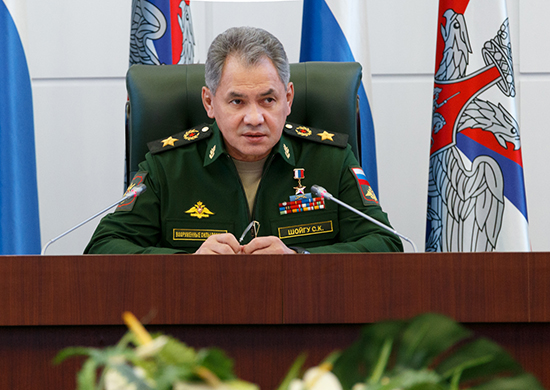
Министр обороны России генерал армии Сергей Шойгу на заседании Общественного совета, 2016 год

Общественный совет при Министерстве обороны Российской Федерации был создан в декабре 2006 года соответствующим приказом министра обороны РФ Сергея Иванова согласно указу Президента РФ Владимира Путина. Официальные задачи новой общественной организации — это максимально учитывать интересы общества при формировании и реализации государственной политики в области обороны, создание реального гражданского контроля над армией, возрождение высокого престижа военной службы. Общее руководство деятельностью совета осуществляет лично глава российского государства. Общественный совет является совещательным органом, решения которого носят исключительно рекомендательный характер.
Состав Общественного совета утверждается Министром обороны Российской Федерации по представлению статс-секретаря — заместителя министра обороны Российской Федерации совместно с начальником Аппарата министра обороны Российской Федерации.
Первое заседание ОС состоялось 16 января 2007 года в Центральном Доме Российской Армии.
В составе совета образованы восемь комиссий, деятельность которых посвящена различным сферам жизни российской армии:
- проведение общественной экспертизы проектов федеральных законов и иных нормативных правовых актов, разрабатываемых в Минобороне России
- правовая и социальная защита военнослужащих и гражданского персонала
- культурно-шефская работа и взаимодействие с общественными и религиозными объединениями
- обеспечение безопасности военной службы
- взаимодействие со СМИ
- повышение престижа военной службы.

Члены ОС имеют право: принимать участие в заседаниях коллегии Минобороны, правда, только по решению руководящего органа ОС, согласованному с министром обороны; принимать участие во всех поездках главы военного ведомства в войска, где они будут иметь возможность работать по тем проблемам, которые волнуют Совет и общество. При Культурном центре Вооруженных сил РФ работает приемная ОС. В ближайшее время в интернете заработает официальный сайт Совета.
В декабре 2010 года произошло обновление состава Общественного совета: число членов ОС было сокращено с 51 до 35, а число комиссий — с шести до пяти (Комиссия по культурно-шефской работе и взаимодействию с общественными и религиозными объединениями, Комиссия по вопросам воинской дисциплины, гуманизации военной службы, Комиссия по вопросам военного строительства и научным исследованиям в сфере безопасности, Комиссия по вопросам социального развития Вооружённых Сил Российской Федерации, Комиссия по информационно-пропагандистскому обеспечению военной службы).
6 ноября 2013 г. Министр обороны Сергей Шойгу своим приказом утвердил новое положение и состав Общественного совета при Минобороны России. Приказом Министра обороны Российской Федерации от 6 июня 2016 г. утвержден состав Общественного совета нового созыва.
22 апреля 2019 г. состоялось первое заседание Общественного совета созыва 2019 г. в который вошли 43 представителя и были избраны председатель совета — Гусев Павел Николаевич и его заместители – Бокерия Л.А., Востротин В.А., Гареев М.А., Каньшин А.Н., состав 8 комиссий и их председатели. 
Приказом Министра обороны Российской Федерации от 11 июля 2019 г. № 382 внесены изменения в Положение об Общественном совете и утвержден его новый состав.

### Ограничения для кандидатов в члены Общественного совета
Согласно п. 5 указа президента РФ от 4 августа 2006 года № 842, членами Общественного совета не могут быть лица, которые в соответствии с Федеральным законом от 4 апреля 2005 г. N 32-ФЗ «Об Общественной палате Российской Федерации» не могут быть членами Общественной палаты Российской Федерации. А согласно п. 2 статьи 7 Федерального закона «Об Общественной палате РФ», членами Общественной палаты «не могут быть лица, имеющие двойное гражданство». Данное ограничение дополнительно введено с 4 августа 2013 года Федеральным законом от 23 июля 2013 года N 235-ФЗ. Членами ОС не могут быть ранее осуждённые лица, имеющие непогашенную или неснятую судимость, недееспособные лица, а также лица замещающие государственные и муниципальные должности. Имеются и другие ограничения, установленные законом.

### Известные деятели совета
Первым Председателем ОС избран кинорежиссёр Никита Михалков, а его заместителем главный редактор «Литературной газеты» писатель Юрий Поляков.
В общественный совет вошли более 50 человек — представители политической, духовной, культурной и деловой элит России.

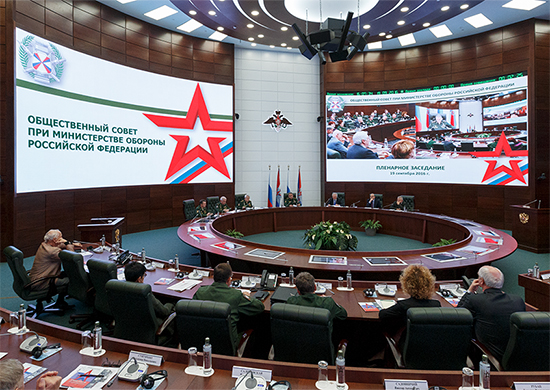
Пленарное заседание Общественного совета, 2016 год

Председателем обновленного ОС был переизбран Никита Михалков. Заместителями стали член Общественной палаты РФ, председатель совета директоров Национальной ассоциации объединений офицеров запаса ВС («Мегапир») Александр Каньшин, президент ЗАО «Компания развития общественных связей» (КРОС) Сергей Зверев и гендиректор регионального фонда содействия помощи Воздушно-десантным войскам «ВДВ — боевое братство» Александр Макеев.
В мае 2011 года Никита Михалков сложил с себя полномочия председателя ОС при Минобороны, объяснив свой уход несогласием с проводимой руководством ведомства политикой. Однако источник в Министерстве обороны сообщил агентству «Интерфакс», что решение покинуть Общественный совет Михалков принял после того, как ему сообщили о снятии спецсигнала с его автомобиля.
В феврале 2012 года ОС при Минобороны возглавил Игорь Коротченко — полковник запаса, ведущий военный эксперт, главный редактор журнала «Национальная оборона», который до этого занимал пост председателя Комиссии по информационно-пропагандистскому обеспечению военной службы ОС при Минобороны.
В настоящий момент Общественный совет возглавляет Гусев Павел Николаевич — главный редактор газеты «Московский комсомолец», президент Союза журналистов Москвы. 

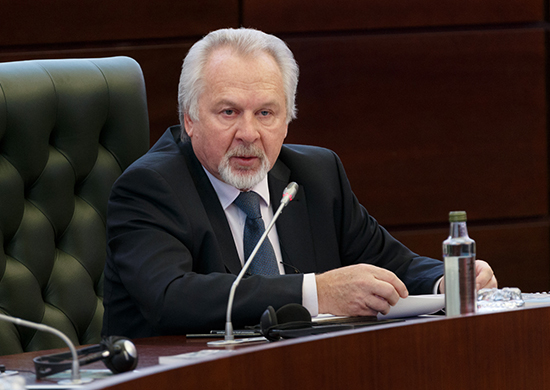
Председатель Общественного совета Павел Гусев

Председатель имеет троих заместителей, в настоящее время ими являются: Гареев Махмут Ахметович — президент Академии военных наук, Каньшин Александр Николаевич — член Общественной палаты России, Проханов Александр Андреевич — главный редактор газеты «Завтра».
В ноябре 2018 года произошёл скандал вокруг членства в Общественном совете тележурналиста Сергея Брилёва, британское гражданство которого не допускает, согласно федеральным законам и указам президента РФ, членства в общественных советах при федеральных министерствах и ведомствах. Выяснилось, что 5 лет Брилёв находился в составе совета незаконно. 28 января 2019 года решением министра обороны России Сергея Шойгу Брилёв исключён из состава общественного совета.
Ранее заседания Совета проходили в Культурном центре Вооруженных Сил Российской Федерации, ныне — в здании Национального центра управления обороной Российской Федерации.

## Председатель
- 2006—2011 — Михалков Никита Сергеевич;
- 2011—2013 — Коротченко Игорь Юрьевич;
- 2013 — н. в. — Гусев Павел Николаевич.

## Действующий состав комиссий Общественного совета
КОМИССИЯ ПО ВОЕННОМУ СТРОИТЕЛЬСТВУ И НАУЧНЫМ ИССЛЕДОВАНИЯМ В СФЕРЕ БЕЗОПАСНОСТИ
- Тимошев Рафаэль Миргалиевич (председатель) — президент Фонда содействия научным исследованиям проблем безопасности «Наука-XXI»;
- Пухов Руслан Николаевич — директор Центра анализа стратегий и технологий;
- Садовничий Виктор Антонович — ректор МГУ им. М. В. Ломоносова;
- Сатановский Евгений Янович — президент Института Ближнего Востока, российский ученый-востоковед;
- Фёдоров Валерий Валерьевич — генеральный директор Всероссийского центра изучения общественного мнения;
- Гусев Сергей Викторович — начальник управления – заместитель начальника ГВПУ ВС РФ.

КОМИССИЯ ПО ПАТРИОТИЧЕСКОМУ ВОСПИТАНИЮ И СОДЕЙСТВИЮ ЮНАРМЕСКОМУ ДВИЖЕНИЮ
- Опарин Михаил Михайлович — председатель региональной общественной организации ветеранов авиации «Дальник» (председатель комиссии);
- Бочаров Вячеслав Алексеевич — первый заместитель секретаря Общественной палаты Российской Федерации;
- Миньков Александр Витальевич — эстрадный певец;
- Расторгуев Николай Вячеславович — певец (группа «Любэ»);
- Сладков Александр Валерьевич — журналист, специальный корреспондент студии общественно-политических программ ВГТРК;
- Сергиенко Игорь Петрович — начальник управления военно-патриотической работы и взаимодействия с общественными объединениями ГВПУ ВС РФ.

КОМИССИЯ ИНФОРМАЦИОННОМУ СОПРОВОЖДЕНИЮ ДЕЯТЕЛЬНОСТИ ВООРУЖЕННЫХ СИЛ
- Сунгоркин Владимир Николаевич (председатель) — главный редактор газеты «Комсомольская правда»;
- Баранец Виктор Николаевич — военный обозреватель газеты «Комсомольская правда»;
- Добродеев Олег Борисович — генеральный директор ВГТРК;
- Коротченко Игорь Юрьевич — главный редактор журнала «Национальная оборона»;
- Черняк Игорь Александрович — главный редактор газеты «Аргументы и факты»;
- Досугов Михаил Анатольевич — начальник управления военно-политической пропаганды и агитации.

КОМИССИЯ ПО ПОВЫШЕНИЮ СОЦИАЛЬНОЙ ЗАЩИЩЕННОСТИ ВОЕННОСЛУЖАЩИХ И МЕЖНАЦИОНАЛЬНЫМ ОТНОШЕНИЯМ
- Бойко Николай Николаевич — председатель Профсоюза гражданского персонала Вооруженных Сил России (председатель комиссии);
- Куликов Дмитрий Евгеньевич — российский политолог, публицист;
- Москаленко Анатолий Алексеевич — вице-президент по управлению персоналом и организационному развитию ОАО «Нефтяная компания «Лукойл»;
- Соловьёв Владимир Рудольфович — журналист, теле- и радиоведущий, публицист;
- Шарапова Арина Аяновна — журналист, ведущая Дирекции утренних телепрограмм ОАО «Первый канал», президент АНО «Артмедиаобразование – Школа Арины Шараповой»;
- Гамалей Евгений Юрьевич — начальник управления военно-социальной работы ГВПУ ВС РФ..

КОМИССИЯ ПО КУЛЬТУРНО-ШЕФСКОЙ РАБОТЕ И СПОРТИВНО-МАССОВОЙ РАБОТЕ

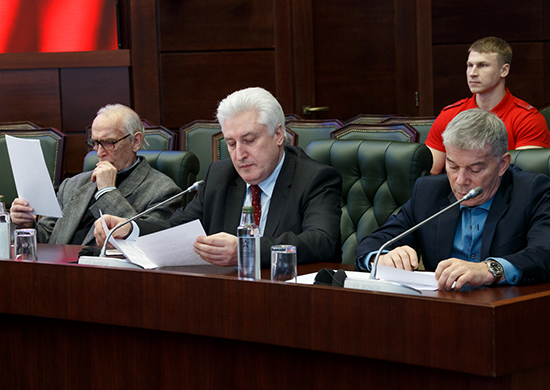
Члены Совета: Василий Лановой, Игорь Коротченко и Олег Газманов

- Хоркина Светлана Васильевна — первый заместитель начальника федерального автономного учреждения Министерства обороны Российской Федерации «Центральный спортивный клуб Армии», председатель комиссии (председатель комиссии);
- Бутман Игорь Михайлович — музыкант, композитор;
- Винокур Владимир Натанович — эстрадный артист, певец;
- Газманов Олег Михайлович — эстрадный певец, поэт, композитор;
- Лещенко Лев Валерьянович — эстрадный певец, педагог;
- Цветков Антон Владимирович — председатель Общероссийского общественного движения «СИЛЬНАЯ РОССИЯ»;
- Узиюк Виктор Степанович — начальник управления культурно-досуговой работы ГВПУ ВС РФ.

КОМИССИЯ ПО ВОПРОСАМ ПРАВОПОРЯДКА И ВОИНСКОЙ ДИСЦИПЛИНЫ
- Макеев Александр Алексеевич (председатель) — генеральный директор регионального общественного фонда содействия помощи Воздушно- десантным войскам «ВДВ — боевое братство»;
- Гриб Владислав Валерьевич — заместитель секретаря Общественной палаты Российской Федерации по общественному контролю и взаимодействию с общественными советами;
- Ослон Александр Анатольевич — президент фонда «Общественное мнение»;
- Поляков Юрий Михайлович — писатель, драматург, киносценарист;
- Прилепин Евгений Николаевич — заместитель художественного руководителя МХАТ им. М.Горького, писатель, публицист;
- Салиховская Флера Маликовна — председатель Комитета солдатских матерей России;
- Шабала Андрей Геннадьевич — начальник направления воинской дисциплины и профилактики правонарушений.

КОМИССИЯ ПО ВЗАИМОДЕЙСТВИЮ С РЕЛИГИОЗНЫМИ ОБЪЕДИНЕНИЯМИ
- Дунаевский Максим Исаакович — художественный руководитель Московской областной филармонии (председатель комиссии);
- Борода Александр Моисеевич — президент Федерации еврейских общин России, член Общественной палаты Российской Федерации;
- Привалов Сергей Владимирович — епископ Клинский Стефан, викарий Святейшего Патриарха Московского и всея Руси, председатель Синодального отдела Московского Патриархата по взаимодействию с Вооруженными Силами и правоохранительными органами;
- Саубянов Харис Ахметович — заместитель председателя Совета муфтиев России;
- Цымпилов Баир Баясхаланович — председатель буддистов города Москвы, «Московский дацан «Легшед Даржалинг»;
- Веселков Олег Юрьевич — начальник управления по взаимодействию с религиозными объединениями ГВПУ ВС РФ.